# Petersfield
Petersfield är en stad och civil parish i grevskapet Hampshire i södra England. Staden är huvudort i distriktet East Hampshire och ligger cirka 25 kilometer nordost om Portsmouth. Tätorten (built-up area) hade 14 996 invånare vid folkräkningen år 2021.